# Phyllomyza epitacta
Phyllomyza epitacta är en tvåvingeart som beskrevs av Friedrich Georg Hendel 1914. Phyllomyza epitacta ingår i släktet Phyllomyza och familjen sprickflugor.
Artens utbredningsområde är Taiwan. Inga underarter finns listade i Catalogue of Life.